# George Erskine
George Watkin Eben James Erskine (23 août 1899 - 29 août 1965) est un général de l'armée britannique connu pour avoir commandé la 7e division blindée de 1943 à 1944 pendant la Seconde Guerre mondiale et dirigé d'importantes opérations de contre-insurrection pendant la révolte des Mau Mau, y compris l'interrogatoire brutal et la torture de civils kenyans et d'autres crimes de guerre, dont il avait une connaissance directe.